# Nieuwe buren (televisieserie, 1987)
Nieuwe buren was een Nederlandse 16-delige dramaserie rond twee gezinnen, die werd uitgezonden door de VARA in 1987 en 1988. De serie werd geschreven door Hans Melissen en geregisseerd door Nico Knapper. 
Nieuwe buren werd op locatie opgenomen in een toen net opgeleverde nieuwbouwwijk in Almere, waarvoor nog niet bewoonde huizen werden gebruikt. Ook werden er in het tweede seizoen enkele opnames gemaakt op de nabijgelegen set van Medisch Centrum West in het Zuiderzeeziekenhuis in Lelystad. Hierdoor ontstond een cross-over, waarbij sommige hoofdpersonages uit Medisch Centrum West ook in een paar scènes van Nieuwe buren te zien waren. 
In de serie stonden de families Drijver en Makkinga centraal. De Drijvers kwamen als nieuwe buren in de fictieve stad Zandmere in Flevoland te wonen. Het gezin bestond uit journalist Niels Drijver (Wilbert Gieske), zijn nieuwe vrouw Lisa (Helen Kamperveen) en hun kinderen uit eerdere relaties.
Lisa was een Nederlandse van Antilliaanse afkomst. Haar twee kinderen Romeo (Victor Bottenbley) en Maria (Patricia Devid) gedroegen zich voorbeeldig, terwijl de kinderen van Niels, Garmt (Peter Lusse) en Toeska (Marjolein Macrander), elk zo hun eigen problemen op het werk en in de liefde hadden. Ook de familie Makkinga kende veel problemen, onder meer door het criminele verleden van zoon Bart. Een Turkse man redde het autobedrijf van Bart en vader Hein Makkinga van de ondergang. Zo rekende de serie op verschillende manieren af met negatieve oordelen over de multiculturele samenleving.